# Actium hazeltinei
Actium hazeltinei är en skalbaggsart som beskrevs av Chandler 1983. Actium hazeltinei ingår i släktet Actium och familjen kortvingar. Inga underarter finns listade i Catalogue of Life.